# كارلوس ألبرتو كونتريرز
كارلوس ألبرتو كونتريرز (بالإسبانية: Carlos Contreras)‏ هو دراج كولومبي، ولد في 11 ديسمبر 1973 في مانيزاليس في كولومبيا.

## وصلات خارجية
- كارلوس ألبرتو كونتريرز على موقع أرشيف الدراجات (الإنجليزية)
- كارلوس ألبرتو كونتريرز على موقع إحصائيات الدراجات الإحترافية (الإنجليزية)
- كارلوس ألبرتو كونتريرز على موقع CycleBase (الإنجليزية)